# La Hoya (Lorca)
La Hoya es una localidad y pedanía perteneciente al municipio de Lorca en la Región de Murcia (España) y situada al este del núcleo urbano. Tiene 4064 habitantes (INE 2021) y es la segunda pedanía más poblada de Lorca, tras Sutullena.

## Historia

### Primeros pobladores
Los registros de los primeros pobladores son aproximadamente del 2.200 a.c en la edad de cobre en un pequeño asentamiento argárica cazador y agrícola parcialmente amurallado en una colina donde se han encontrado restos de humanos, fauna, muros, cerámica, herramientas de sílex, elementos líticos, huesos trabajados y conchas. El centro del poblado estaba en un yunque de piedra y las casas alrededor de este.
Al norte del asentamiento hay 2 cuevas, Cueva Sagrada I y Cueva Sagrada II, en la primera se ha encontrado un enterramiento colectivo con al menos un niño o adolescente, se encuentran  dos túnicas de lino, una estola de lino, un huso de madera, un pequeño telar de banda, un plato de madera, collares de cuentas de piedra y semillas, punzones de cobre, el mango de uno de estos punzones elaborado con madera de pino, alfileres de hueso, uno de estos decorado con pintura roja, puntas de flecha de sílex, restos de una bolsa de cuero, un carrizo decorado y un ídolo de madera. Algunos de estos objetos aparecieron depositados sobre una estera de
esparto.
Dado al lugar del asentamiento parece que fue elegido selectamente debido a su posición estratégica y defensas naturales por la que solo se puede acceder por el muro, su gran vista desde que se puede controlar mucho terreno y cercanía con otros asentamientos, agua y demás.
Muy probablemente Cueva Sagrada I, Cueva Sagrada II y el poblado de la Salud están relacionados debido a la cercanía pese a que el poblado no tenga los puzones de cobre como Cueva Sagrada I puede explicarse debido a que es un enterramiento selecto porque los materiales encontrados son importados de otros asentamientos demostrando un comercio en esta zona.

## Transporte

### Transporte terrestre

#### Autovías
- A-7   E-15  (Autovía del Mediterráneo), cruza la pedanía por el norte. En un sentido la autovía continua hacia el norte del núcleo de Lorca, siguiendo hasta Andalucía y en el otro sentido hacia el municipio vecino de Totana, sieguiendo hacia la ciudad de Murcia y la provincia de Alicante.

#### Carreteras
- N-340  (Carretera del Mediterráneo), atravesaba el núcleo de La Hoya. Hoy se ha convertido en una avenida de la pedanía.

#### Ferrocarril
- Dispone de una  estación, perteneciente a la red de Cercanías de Murcia. Se sitúa al sur de la población.

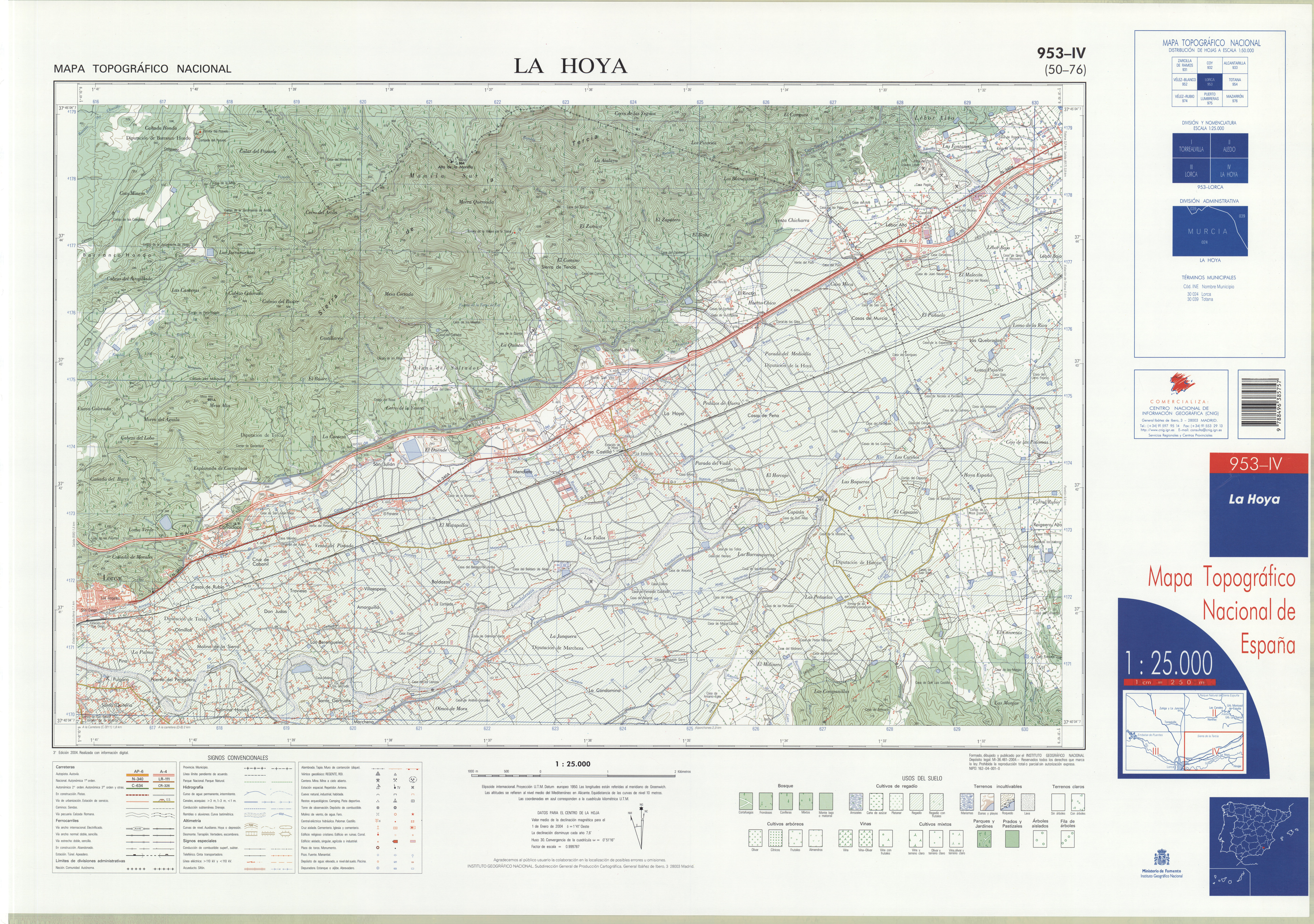
Mapa de La Hoya (año 2004).